# De zeven fabels uit Ubim
De zeven fabels uit Ubim is een Nederlandstalige jeugdroman, geschreven door Paul Biegel en uitgegeven in 1970 bij Uitgeverij Holland in Haarlem. De eerste editie werd geïllustreerd door Bab Siljée.